# Португалія на Дитячому пісенному конкурсі Євробачення
Португалія на Дитячому пісенному конкурсі Євробачення дебютувала у 2006 році, у Бухаресті, де посіла 14-те місце завдяки Педру Мадейрі, що виконав свою пісню «Deixa-Me Sentir» (Дай мені відчути). Всього країна брала участь у Дитячому Євробаченні вісім разів, отримавши 8 місце у 2022 і 2 місце в 2024. 

## Учасники
Умовні позначення
     Переможець
     Друге місце
     Третє місце
     Четверте місце
     П'яте місце
     Останнє місце
     Не брала участі
     Відмова від участі
| 2006                              | Бухарест  | Педро Мадейра    | «Deixa-me sentir» (Дай мені відчути)                                                           | 14              | 22              |
| 2007                              | Роттердам | Хорхе Лейрія     | «Só quero é cantar» (Я просто хочу заспівати)                                                  | 16              | 15              |
| Не брала участь у 2008-2016 роках |           |                  |                                                                                                |                 |                 |
| 2017                              | Тбілісі   | Маріана Венансіо | «Youtuber» (Ютубер)                                                                            | 14              | 54              |
| 2018                              | Мінськ    | Ріта Ларанжейра  | «Gosto de tudo (já não gosto de nada)» (Мені все подобається (мені вже нічого не подобається)) | 18              | 42              |
| 2019                              | Гливиці   | Джоана Алмейда   | «Vem comigo» (Пішли зі мною)                                                                   | 16              | 43              |
| 2020                              | Варшава   | Не брала участь  | Не брала участь                                                                                | Не брала участь | Не брала участь |
| 2021                              | Париж     | Сімао Олівейра   | «O Rapaz» (Хлопець)                                                                            | 11              | 101             |
| 2022                              | Єреван    | Ніколас Алвес    | «Anos 70» (70-ті роки)                                                                         | 8               | 121             |
| 2023                              | Ніцца     | Жюлiя Машадо     | «Where I Belong» (Де моє місце)                                                                | 13              | 75              |
| 2024                              | Мадрид    | Вікторія Ніколь  | «Esperança» (Надія)                                                                            | 2               | 213             |
| 2025                              |           |                  |                                                                                                |                 |                 |

## Історія голосування (2006-2024)
| №  | Дано               | Дано | Отримано           | Отримано |
| №  | Країна             | Очок | Країна             | Очок     |
| -- | ------------------ | ---- | ------------------ | -------- |
| 1  | Франція            | 45   | Іспанія            | 29       |
| 2  | Вірменія           | 45   | Грузія             | 20       |
| 3  | Грузія             | 45   | Італія             | 18       |
| 4  | Білорусь           | 44   | Франція            | 17       |
| 5  | Польща             | 39   | Мальта             | 16       |
| 6  | Україна            | 34   | Польща             | 15       |
| 7  | Росія              | 31   | Північна Македонія | 13       |
| 8  | Північна Македонія | 27   | Нідерланди         | 12       |
| 9  | Мальта             | 27   | Ірландія           | 12       |
| 10 | Іспанія            | 23   | Німеччина          | 12       |
| 11 | Албанія            | 23   | Вірменія           | 8        |
| 12 | Австралія          | 18   | Албанія            | 8        |
| 13 | Сербія             | 16   | Естонія            | 7        |
| 14 | Італія             | 16   | Кіпр               | 6        |
| 15 | Ірландія           | 15   | Казахстан          | 5        |
| 16 | Румунія            | 14   | Україна            | 5        |
| 17 | Швеція             | 13   | Болгарія           | 4        |
| 18 | Нідерланди         | 12   | Велика Британія    | 1        |
| 19 | Азербайджан        | 10   | Росія              | ―        |
| 20 | Казахстан          | 7    | Австралія          | ―        |
| 21 | Болгарія           | 7    | Бельгія            | ―        |
| 22 | Бельгія            | 4    | Ізраїль            | ―        |
| 23 | Велика Британія    | 4    | Румунія            | ―        |
| 24 | Ізраїль            | 3    | Білорусь           | ―        |
| 25 | Кіпр               | 3    | Азербайджан        | ―        |
| 26 | Німеччина          | 2    | Швеція             | ―        |
| 27 | Естонія            | —    | Сербія             | ―        |